# 1080i

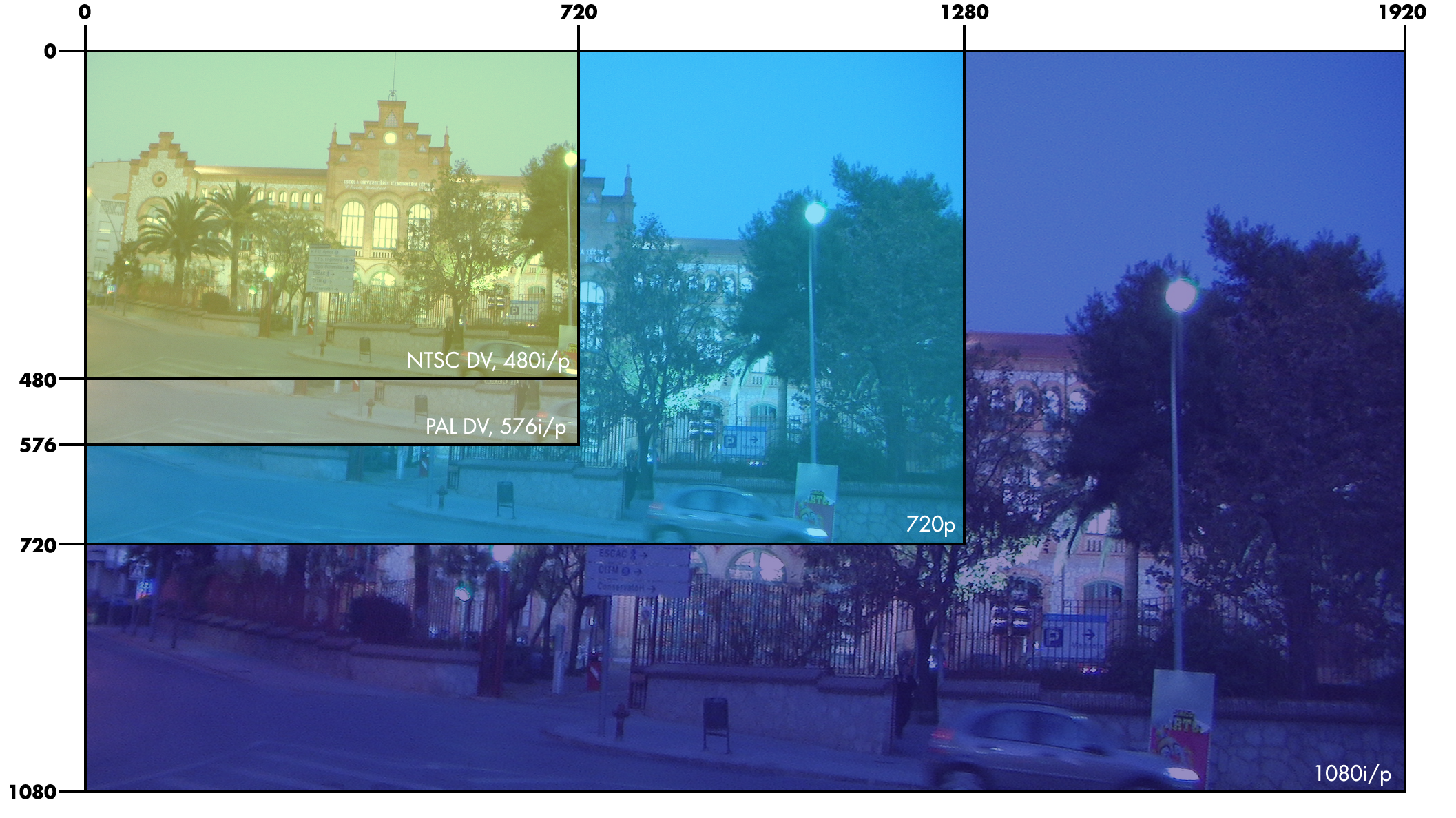

1080i는 디스플레이 해상도의 분류에서 축약한 이름으로, 숫자 "1080"은 세로 해상도의 1,080줄을 가리키며 i는 비월 주사(interlaced)를 가리킨다. (순차 주사와 반대말). 1080i는 HDTV의 영상 방식으로 받아들이고 있다. 화면비가 16:9 와이드스크린임을 말하며, 이는 가로로 1920 화소를 제공함을 뜻한다.

## 같이 보기
- 1080p
- SDTV (SD·TV)
- HDTV (HD·TV)
- DMB (DMB·TV)